# Klaus Lorig
Klaus Lorig (* 20. März 1952) ist ein deutscher Kommunalpolitiker (CDU). Er war von 2003 bis 2018 Oberbürgermeister von Völklingen.

## Leben
Klaus Lorig wurde 2003 zum Oberbürgermeister von Völklingen gewählt. Er konnte sich knapp in einer Stichwahl gegen den SPD-Kandidaten Karl-Heinz Schäffner durchsetzen. 2010 wurde er wiedergewählt. Während seiner Amtszeit war er am Aufbau der kostenintensiven Anlage Meeresfischzucht Völklingen beteiligt, die die Kosten der Stadt stark belastete und auch zu Kritik an seiner Amtsführung führte.
Während dieser Zeit war er dreimal Präsident und dreimal stellvertretender Präsident des Saarländischen Städte- und Gemeindetags (SSGT). Er vertrat den SSGT unter anderem in den Verhandlung um den Kommunalpaket Saar 2015 mit dem Land und war an der Einigung zwischen Land und Kommunen über die Verteilung der Bundesmittel zur Entlastung des Landes und der kommunalen Ebene bei den Flüchtlingskosten.
Kurz nach seinem 65. Geburtstag entschied er sich dazu seine Amtszeit als Oberbürgermeister vorzeitig zu beenden. Als Grund für diese Entscheidung führte er „familiäre Gründe“ an. Seine Nachfolgerin wurde am 1. Juni 2018 Christiane Blatt (SPD).

## Privatleben
Klaus Lorig spielte in der Oldieband Civil Service, die sich aus Mitgliedern des Rathauses Völklingen zusammensetzte Gitarre und sang. Lorig ist verheiratet und hat einen Sohn.